# Dingane kaSenzangakhona
Dingane kaSenzangakhona, comúnmente conocido como Dingane o Dingaan (ca. 1795 - 1840), fue un rey zulú.
Estableció tanto su capital real, uMgungundlovu, como uno de los numerosos campamentos militares (kraal) en el valle eMakhosini, justo al sur del río Umfolozi Blanco, en la ladera de la Colina del León (en zulú, Singonyama).

## Ascenso al poder
Dingane llegó al poder en 1828 después de matar a su medio hermano Shaka con la ayuda de otros dos hermanos, Umhlangana y de Mbopa, consejeros de la víctima. La muerte tuvo lugar en KwaDukuza (lugar llamado por los blancos Stanger). Dice la tradición que lo mataron por su creciente comportamiento brutal tras la muerte de su madre, Nandi.
Dingane se convirtió así en el monarca del Reino zulú, heredando con ello un ejército eficaz y un inmenso imperio conquistado a golpe de azagaya y con unos dos millones de víctimas. 

## El recinto real de uMgungundlovu
Dingane hizo construir la capital, uMgungundlovu, en 1829; y cinco años más tarde, hizo ampliarla. La población se hizo de acuerdo con el plan característico de un asentamiento militar zulú (singular: ikhanda; plural: amakhanda): un enorme patio central (isibaya esikhulu) rodeado de barracas para los guerreros (uhlangoti) y chozas de almacén de escudos. Se entraba al patio por la parte septentrional de la fortaleza.
El recinto real (isigodlo) estaba emplazado en la parte meridional, justo en el lado contrario de la entrada principal. Dingane nunca se casó de manera oficial, pero en el recinto real vivían al menos 500 personas entre el propio monarca, sus mujeres y sus siervas. Las féminas se agrupaban en dos categorías: las llamadas isigodlo negras y las llamadas isigodlo blancas. 
Las negras eran unas 100 que gozaban de privilegios. En la zona destinada a ellas, había una enorme área en forma de media luna donde cantaban y bailaban con el rey, y las chozas venían a agruparse de tres en tres en compartimentos triangulares, con techados de rama seca imbricados entre ellos a unos dos metros de altura formando entre todos una red de pasajes.
Dentro de la categoría de las negras, había unas cuantas muchachas aún más favorecidas: las que componían el grupo llamado bheje, tratadas con especiales atenciones por el rey y por sus mujeres. Se hizo un pequeño complejo de dependencias detrás del principal para que estas muchachas pudieran tener algo de privacidad, y constaba de tres compartimentos como los otros: el central era usado por ellas, y allí se instruía a las elegidas en el servicio al rey. 
El resto de las féminas, las blancas, eran sobre todo muchachas presentadas al rey por los notables; otras eran escogidas por el propio rey durante la ceremonia anual de las primicias (umkhosi). 
La choza real (ilawu), suerte de palacio, se hallaba en uno de los compartimentos triangulares, y tenía tres o cuatro entradas. Era muy grande, y estaba celosamente vigilada por siervas. Podía albergar a 50 personas con holgura. Según los resultados de las excavaciones arqueológicas llevadas a cabo en el lugar, el suelo de la choza real era de unos 10 m de diámetro, y la sujetaban 22 pilares recubiertos de cuentas de cristal. Esto último había sido consignado anteriormente por Piet Retief, dirigente de los voortrekker (pioneros) o bóeres, y por los misioneros británicos Champion y Owen. 

## El avance europeo
Algunos historiadores modernos han señalado a Dingane como el rey responsable del declive de la hegemonía militar zulú en el sur de África. Era un dirigente querido del pueblo, y había accedido al poder en tiempos difíciles. El desmoronamiento del reino zulú a manos de los colonos europeos bien pudiera haber ocurrido durante el mandato de Shaka, pues muchos de esos colonos, que se internaban en el continente desde la Colonia de El Cabo, contaban con armas de fuego contra las que poco podían hacer las lanzas.
Dingane carecía de las dotes de mando y de la pericia militar de Shaka, y los jefes rebeldes se zafaron de su dominio. Esta disensión se intensificó al estallar el conflicto armado con los recién llegados voortrekker.
En noviembre de 1837, Piet Retief, dirigente de un convoy de 26 familias de voortrekker que habían cruzado los montes Drakensberg, pidió a Dingane autorización para establecerse los colonos en la región del río Tugela, y le expresó el deseo que tenían de vivir en paz con los zulúes. Dingane puso como condición que Retief y los suyos llevaran a cabo una expedición punitiva a los dominios de un jefe de los tlokwa, un pueblo rival, y recuperaran el ganado que les habían robado éstos a los zulúes. Retief aceptó, y la incursión se llevó a cabo con éxito: abrumados por la reputación de los bóeres y temerosos de sus rifles, los tlokwa entregaron el ganado sin resistencia. Para Dingane, se trataba de poner a prueba la capacidad militar de los recién llegados, y, al ver que habían logrado lo que se les había pedido, los consideró una amenaza. 

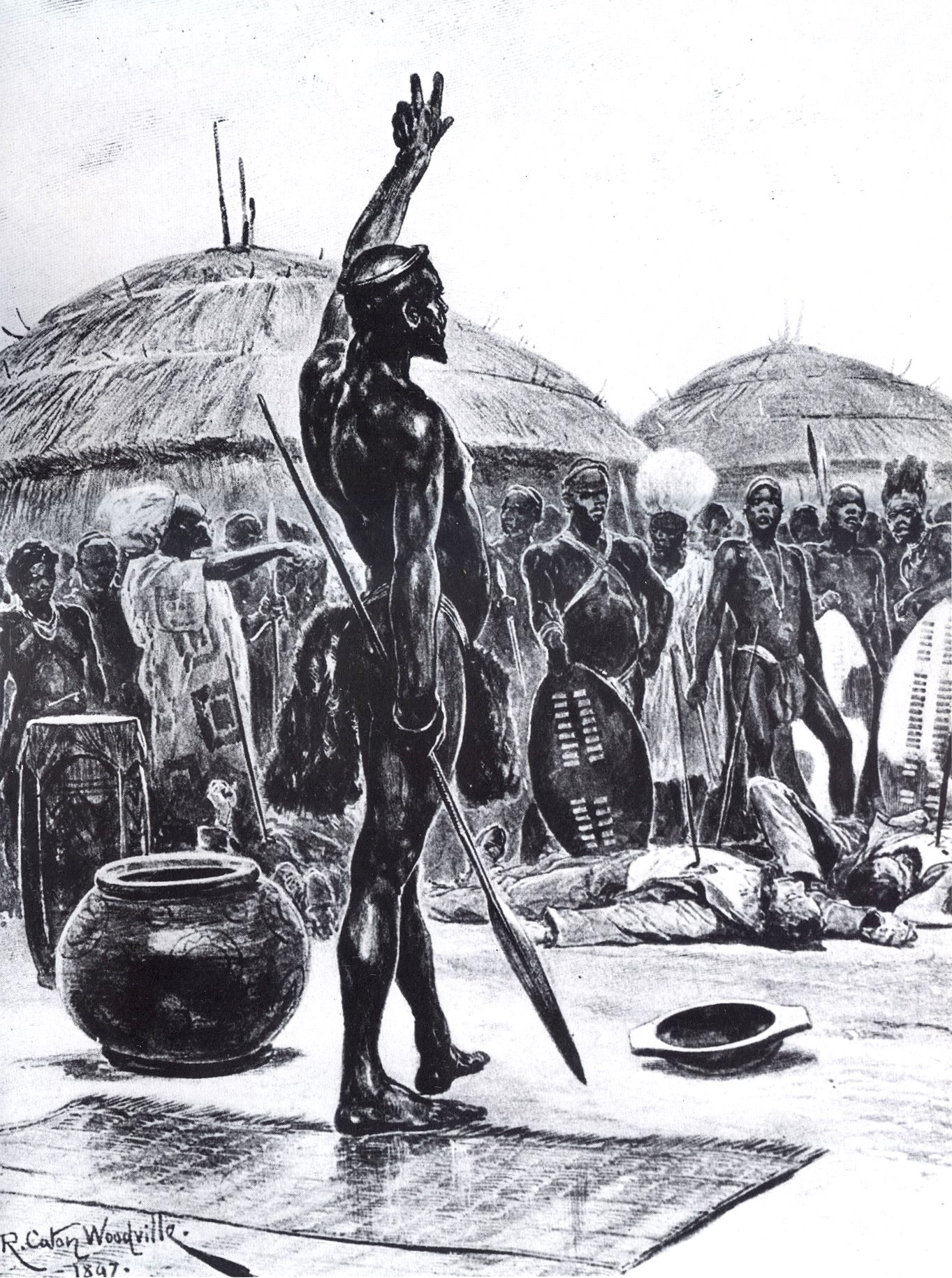
Dingane manda matar a los bóeres de la tropa de Piet Retief. La imagen indica su occisión en la fortaleza, aunque en realidad fueron muertos en la colina de ejecuciones.

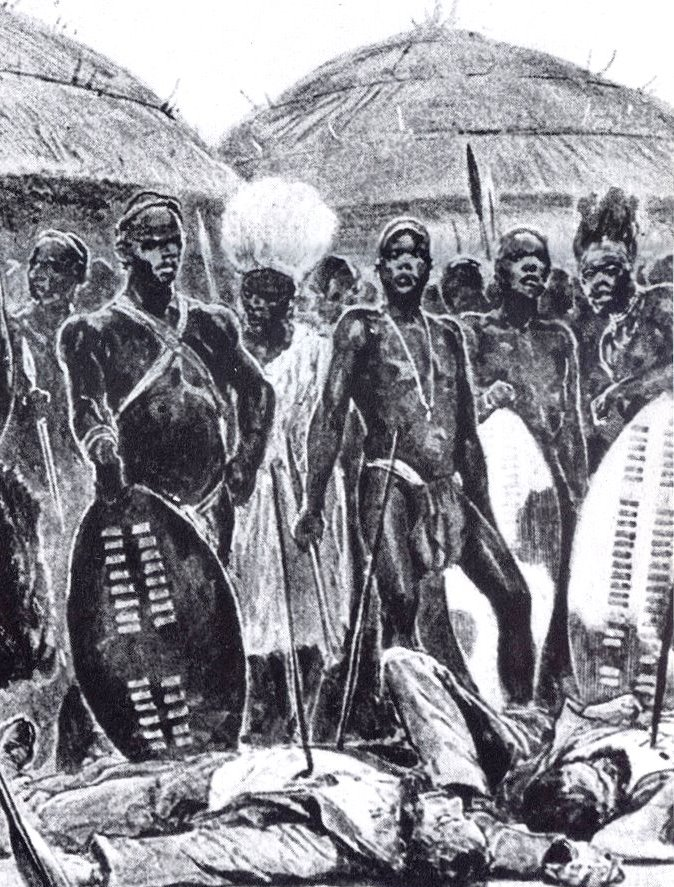
Detalle.

Dingane firmó un acta de cesión de tierras a los voortrekker. Mediante ese documento, entregaba a aquellos bóeres la región de Tugela-Umzimvubu. El acta estaba fechada el 4 de febrero de 1838, pero Dingane no la firmaría hasta dos días después. Invitó a Retief a asistir a una exhibición de sus guerreros. Retief y unos cuantos de sus hombres asistieron. Al cabo de dos días de festejos, el 6 de febrero de 1838, Dingane hizo matar a Retief y al resto de la delegación diplomática. Durante la exhibición, a una señal del rey, los guerreros se abalanzaron sobre Retief y los bóeres desarmados, y los apresaron. El dirigente de los colonos, su hijo, sus hombres y sus sirvientes, que sumaban aproximadamente un centenar de personas, fueron masacrados en la colina de Kwa Matiwane. Siguiendo la costumbre del rey zulú con los cadáveres de los enemigos, los cuerpos fueron dejados con el vientre abierto a merced de las fieras. 
Dingane mandó después unas tropas (impis) de sus guerreros a exterminar a los colonos bóeres de la región, que estaban repartidos en varios campamentos junto al Río Bosquimano (en zulú, Mtshezi), en la actual provincia de KwaZulu-Natal: estaban acampados en Doringkop, Bloukrans, Moordspruit, Rensburgspruit y otros lugares. El día 17, los guerreros de Dingane tendieron una emboscada al grupo de colonos, y los mataron a ellos y a sus acompañantes africanos. De los bóeres, murieron 185 niños, 56 mujeres y 41 hombres. De los acompañantes africanos, que eran de los pueblos khoikhoi y basuto, murieron 250 (según el libro de Du Plessis de 1973) o 252 (según The story of the Boers). Uno de los bóeres muertos era George Biggar, hijo del mercader Robert Biggar, instalado en Port Natal. Biggar padre y otro de sus hijos morirían más tarde durante los ataques a los zulúes en represalia por estos hechos. 
A consecuencia del ataque zulú, murió la mayor parte de la gente acampada en Moordspruit. Durante ese ataque, Johanna van der Merwe, una mujer bóer, recibió veintiuna heridas de azagaya, pero sobrevivió.
En Rensburgspruit estaban acampados los grupos de Hans van Rensburg y de Andries Pretorius, rico agricultor procedente de Graaff-Reinet. El grupo de Rensburg se vio obligado a abandonar los carruajes y retroceder a pie hasta una colina, llamada después Rensburgkoppie, que estaba protegida por un acantilado. Allí fueron arrinconados por los zulúes, a los que mantuvieron un tiempo a raya con una munición limitada. Cuando se estaba acabando la munición, llegó a caballo un joven llamado Marthinus Oosthuizen. A gritos, los colonos le dijeron dónde estaba guardada la munición en el campamento que se habían visto obligados a dejar. El joven fue al campamento, tomó la munición, volvió al campo de batalla, cargó al galope entre los zulúes cubierto por los disparos de los colonos y logró llegar hasta la colina. Ya reforzada la defensa, se retiraron los zulúes.

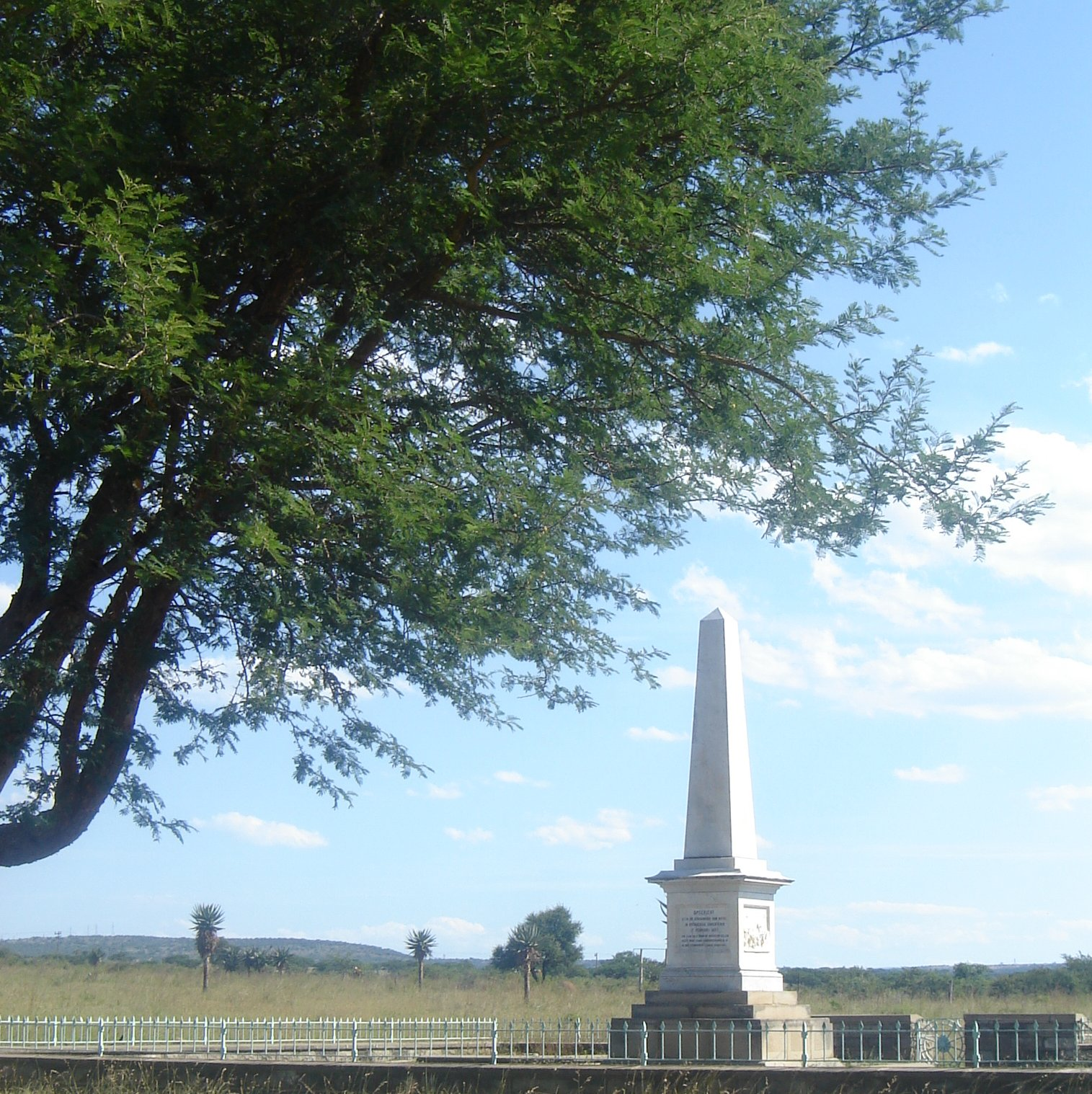
Monumento a los muertos de la matanza de Bloukrans, en el propio lugar.

Por su parte, Pretorius consignaba esto en su diario dos meses después, en abril de 1838: « Al separarnos, tuvieron éxito en su ataque al amanecer en Blaauwekrans, y mataron 33 hombres, 75 mujeres y 123 niños ». El nombre de Blaauwekrans (Bloukrans en inglés; Msuluzi en zulú) alude al color azulado de los acantilados del lugar. Por entonces, en uno de los lugares de matanza, se fundaría la ciudad de Weenen: la localidad toma su nombre de la palabra neerlandesa que significa «llanto».
Poco después de la matanza de Bloukrans, los colonos intentaron llevar a cabo contraofensivas. Los dirigentes Hendrik Potgieter y Piet Uys acudieron para ayudar, y se reunió una fuerza militar. Queriendo evitar la desunión, el nuevo dirigente bóer de Natal, Gerrit Maritz, declaró que su opinión era que debían mandar juntos Uys y Potgieter, pero tan buena intención tuvo el efecto contrario, y surgió la rivalidad entre ellos. Con esa falta de cohesión en las filas, la tropa cayó en Italeni en una emboscada tendida por los zulúes, y resultaron muertos Uys y su hijo Dirkie. Los bóeres acertaron a huir, y más tarde se llamaría a la tropa « el Comando de la Huida » ("Die Vlugkommando"), y se acusaría injustamente a Potgieter de causar adrede la muerte de Uys llevando la tropa a una emboscada. Disgustado por ello, Potgieter abandonaría Natal y se dirigiría al Transvaal.
Tras la emboscada y alertados por los supervivientes, los bóeres se agruparon en torno a Andries Pretorius. 
Después, en diciembre del mismo año, tendría lugar la Batalla del Río Sangriento, en la que participaría Pretorius, y se invertirían los resultados de Bloukrans: morirían más de 3.000 zulúes, y los colonos sólo tendrían 3 heridos. 
El 21 de ese mismo mes, los restos del grupo de Retief fueron recuperados y sepultados por miembros del "comando de victoria", conducidos por Pretorius. Se recuperó también el acta de cesión, que guardaba Retief en un monedero de cuero. El acta desaparecería de camino a los Países Bajos durante la Segunda Guerra Anglo-Bóer. Se conserva, no obstante, una copia exacta.
El año siguiente, Dingane organizó una expedición contra los suazis para compensar la derrota y la pérdida de territorio. Queriendo someterlos y conquistar sus dominios, mandó una fuerza compuesta por cuatro regimientos (amabutho). Dándose cuenta de la gravedad de la situación, los suazis se agruparon en torno a Mngayi Fakudze, el principal general del rey Sobhuza I, e hicieron frente a los invasores. La batalla duró un día entero, y se produjeron abundantes bajas en ambos bandos. No obstante, los zulúes, que habían perdido casi dos de sus cuatro regimientos, abandonaron al día siguiente el campo de batalla y se dirigieron a Zululandia. 
Esta contienda, conocida como la Batalla de Lubuya, tuvo consecuencias determinantes para un bando y para el otro. Para los suazis supuso liberar su territorio de la amenaza de los zulúes. Para los zulúes supondría que aumentase el descontento con la política de Dingane, y propiciaría la rebelión de otro medio hermano suyo y de Shaka: Mpande.

## Muerte de Dingane
En enero de 1840, Pretorius y otros 400 bóeres ayudaron al jefe Mpande en su rebelión contra el rey Dingane hasta su derrocamiento y su muerte. El día 30, Mpande, con sus tropas reforzadas por las de los colonos, se enfrentó con las de Dingane en la llamada Batalla de Magango, y obtuvo la victoria. Los vencidos, que huyeron hacia el norte, fueron perseguidos hasta su fortaleza por los 400 bóeres. Dingane alcanzó a escapar, pero sería después encontrado durante una expedición militar en el Bosque Hlatikhulu (llamado también Bosque Gwaliweni), en la Cordillera Lebombo, por Zulu Nyawo, Sambane y Nondawana, que lo matarían. 
Mpande fue reconocido como rey de los zulúes por los bóeres, y él les cedería la mitad del Natal.
La tumba de Dingane está en el centro del Parque de Elefantes Tembe (Tembe Elephant Park).

## En la literatura
Las novelas de Henry Rider Haggard Nada the Lily (1892) y Marie (1912) presentan versiones de algunos acontecimientos de la vida de Dingane.